# Sonja Kristina
Sonja Kristina (14 de abril de 1949), nacida como Sonia Christina Shaw es una compositora, música y actriz británica, conocida sobre todo por haber protagonizado el musical seminal de los años 60 Hair, y por ser la vocalista principal de la banda de rock progresivo de los años 70 Curved Air.

## Primeros años
Kristina nació en Brentwood como Sonia Christina Shaw, era hija de un criminólogo y nieta de la actriz sueca Gerda Lundequist.

## Carrera
Kristina apareció por primera vez en el escenario del Swan Folk Club de Romford a los trece años. Su primera actuación profesional fue en un festival de folk en Southgate, Londres, un año después. En 1968, mientras estudiaba en el New College of Speech and Drama, Kristina ayudaba a dirigir y actuaba en las sesiones nocturnas de los miércoles en el Troubadour Folk Club de Londres. En general, se la conocía como "Sonja", ya que había aparecido varias veces en el programa de televisión infantil británico Song and Story con ese nombre. Su primer representante fue Roy Guest, de Folk Directions.
En 1968, Kristina se presentó a una prueba y ganó el papel de "Crissy" en la producción londinense del musical Hair. Aparece en el álbum original del reparto cantando la canción "Frank Mills", que también se publicó como sencillo. También cantó brevemente con The Strawbs, tras la marcha de Sandy Denny. Dave Cousins la recuerda:
"Or Am I Dreaming" (en el LP de los Strawbs) se inspiró mucho en las sesiones que solía hacer en el Troubadour con Sonja Kristina... Cuando Sandy dejó la banda, Sonja iba a ser su sustituta, pero hizo un show con nosotros en un club de folk en Chelmsford, y eso fue todo. La repetición fue sobre el hombre mágico de la música de montaña, que era yo ... eso estaba en el poema que escribí sobre ella y que iba a estar en el libro de mis poemas que nunca se publicó.
Cousins acabó publicando el libro, titulado The Bruising of Hearts, The Losing of Races, en 1993. En él se incluía el poema "Silver Smile", escrito para Kristina a finales de los años sesenta.

### Curved Air
Según AllMusic, fue Galt McDermott, autor de la música de Hair y de otro musical, Who the Murderer Was, quien empleó a los cuatro miembros de Curved Air como banda de la casa, quien sugirió, al cerrar el espectáculo, que añadieran a Kristina a la formación. Según otra versión, el mánager Mark Hanau tuvo la idea de que la voz de contralto de Kristina podría ser un ingrediente vital en una nueva banda. El 1 de enero de 1970, la cantante recibió una invitación oficial para formar parte de Curved Air. Recuerda que estaba sentada entre bastidores, en las escaleras del teatro, escuchando un casete con la música de la banda que le había dado Hanau, y que quedó muy impresionada. Descrita por Sting como una "auténtica belleza, de otro mundo e inalcanzable", Kristina desempeñó un papel creativo pleno que traía consigo una poderosa sexualidad femenina. Su experiencia trabajando como croupier en el Playboy Club de Londres a principios de los años 70 se reflejó en el personaje escénico que desarrolló posteriormente.
Curved Air tuvo una formación cambiante a lo largo de sus nueve álbumes (1970-1976 y 1990), siendo Kristina el único elemento constante. Desde 2008, ha participado en una serie de conciertos de reunión de Curved Air. Tuvo una relación sentimental con el baterista de Curved Air, Stewart Copeland, y estuvieron casados de 1982 a 1991.
Después de Curved Air, volvió a Hair. También ha actuado en solitario, incluso como parte del movimiento acid folk en Londres a principios de los 90, que culminó con su aclamado Songs from the Acid Folk en 1991, y en un dúo multimedia MASK, con Marvin Ayres.
En 2008, Curved Air se reformó con otros miembros originales, como Darryl Way y Florian Pilkington-Miksa y, más tarde, Kirby Gregory, de la formación Air Cut. La banda sigue grabando y actuando a nivel internacional.
Sonja Kristina ha llegado al escenario. De repente no hay banda, ni escenario, ni universitarios. Sólo Sonja brillando en la luz verde. Se mueve como el humo por el escenario, casi sin parecer que se mueve, pero subiendo a cámara lenta. ¿A quién le importa lo que haga la banda? Como músico, nunca me he preocupado por los cantantes, ya que los considero pasajeros musicales. Ni siquiera está cantando, y es dueña de todo.

-Stewart Copeland

### Producciones teatrales
Además de la versión londinense del musical Hair (1968), Kristina ha actuado en numerosas producciones teatrales y musicales desde principios de los años sesenta, como East Lynne (1966), un papel principal en Romeo y Julieta, The French Have a Song For It (1979) con Helen Shapiro, Man to Woman con Marsha Hunt (1982) y Shona.

### Premios
En 1971, Kristina recibió el premio a la mejor vocalista femenina de la revista Sounds, y en 2014 el "Guiding Light Award" en los Progressive Music Awards. El premio fue entregado por la locutora de televisión Katie Puckrik, fan de Curved Air desde hace mucho tiempo, por ayudar a allanar el camino a otras artistas femeninas que le siguieron, como Kate Bush, Heather Findlay y Anne-Marie Helder, entre otras.

## Vida personal
Kristina se casó en 1971 y de nuevo con Stewart Copeland en 1982, con quien tuvo dos hijos. Copeland también adoptó a su hijo de una relación anterior. Conoció a Copeland cuando éste era primero road mánager y luego batería de Curved Air (1974-1976). Se divorciaron en 1991.